# Accident de métro du 30 août 2000 à Paris
L'accident de métro du 30 août 2000 à Paris est un accident survenu sur la ligne 12 du métro de Paris (France) le 30 août 2000, vers 13 heures. Le bilan est de 24 blessés légers.

## Les faits
Le mercredi 30 août 2000 à 13 h 21, la voiture de tête S.9099 du MF 67 no 131 se renverse entre les stations Saint-Georges et Notre-Dame-de-Lorette (dans le sens nord-sud) sans entraîner les voitures suivantes, mais y reste attachée, glisse pendant 15 secondes sur 134 mètres et vient s'encastrer dans le nez de quai du sens opposé.
La conductrice de la rame en sens inverse, heureusement encore à quai, voyant la rame arriver, donne l'alerte et coupe le courant (le rapport d'enquête indique que les disjoncteurs s'étaient déjà ouverts avant l'action de la conductrice).
L'accident occasionne 24 blessés légers.

## Conclusions
Cette section est particulièrement dangereuse : pente de 4 %, puis 2,2 % à l'entrée d'une courbe de 48 m de rayon atteignant au maximum 2,75 %. La vitesse est limitée à 40 km/h dans cette interstation, avec une limitation à 30 km/h dans la courbe.
Selon le rapport d'enquête, une voiture de tête non motrice doit dépasser 61,5 km/h pour dérailler dans cette courbe et une motrice, dont le centre de gravité est plus bas, doit dépasser 69,5 km/h ; la vitesse maximale du matériel étant d'environ 70 km/h. Or, les rames de la ligne 12 sont formées de trois motrices encadrées par deux voitures avec loge de conduite. La vitesse de la rame lors de l'accident était comprise entre ces deux vitesses limites, donc insuffisante pour faire dérailler les motrices, et c'est pourquoi seule la voiture de tête a déraillé.
Le pilotage automatique (PA) était en panne sur cette section depuis huit mois, ce qui imposait une conduite manuelle (CM) à cet endroit.
Le rapport d'enquête a conclu à une défaillance humaine : le conducteur habitué à conduire exclusivement en pilotage automatique aurait perdu ses réflexes et aurait même eu une inattention prolongée. Mais le rapport souligne également les négligences de la RATP concernant les délais de réparation et le manque de balises de contrôle de vitesse aux endroits dangereux.

## Conséquences
Depuis cet accident, la RATP impose à ses conducteurs de faire au moins un tour complet en conduite manuelle à chaque service « pour qu'ils ne perdent pas la main ». En outre, des dispositifs de contrôle ponctuel de vitesse ont été installés aux points critiques du réseau.